# Neuwiedia zollingeri
Neuwiedia zollingeri ist eine Art aus der Gattung Neuwiedia in der Familie der Orchideen (Orchidaceae). Sie stammt aus Südostasien.

## Beschreibung
Neuwiedia zollingeri wächst als ausdauernde krautige Pflanze und erreicht Wuchshöhen von 45 bis 70 cm. Die Wurzeln entspringen sowohl im Boden als auch oberirdisch an der Sprossachse. Die oberirdischen Wurzeln weisen einen Durchmesser von 2,5 bis 4 mm auf und an den Enden sind sie gelegentlich verdickt. Manchmal sind die Wurzeln behaart. Die Blätter sind lanzettlich bis linealisch, ihre Größe variiert stark und reicht in der Länge von 4 bis 53 cm, in der Breite von 1 bis 7,5 cm. Die Blattspreite enthält sieben bis 55 Längsadern, von denen sieben deutlich hervortreten.
Es wird ein endständiger, traubiger Blütenstand gebildet. Bei der Varietät Neuwiedia zollingeri var. zollingeri ist er unbehaart, mit 7 bis 9 cm recht kurz, er trägt 40 bis 80 Blüten. De Vogel berichtet von blühenden Pflanzen im Februar, März und Juli. Die Varietät Neuwiedia zollingeri var. javanica unterscheidet sich durch den behaarten Blütenstand, der bis zu 17 cm lang wird und 30 bis 60 Blüten enthält. Die Behaarung lässt sich in drüsenlose und drüsige Haare unterscheiden, wobei die drüsigen Haare hauptsächlich auf den Blütenblättern zu finden sind. Bei dieser Varietät finden sich das ganze Jahr über blühende Pflanzen. Die Tragblätter der Blüten sind lanzettlich bis linealisch, spitz endend, 10 bis 35 mm lang und 2 bis 8 mm breit. Der Blütenstiel wird 2 bis 5 mm lang.
Die Blüten sind gelb, bei der Varietät Neuwiedia zollingeri var. javanica auch cremefarben, duftend und werden 2,5 bis 3 cm lang. Die drei äußeren Blütenhüllblätter sind bei einer Länge von 15 bis 18 mm und einer Breite von 3 bis 4 mm lanzettlich. Die inneren Blütenhüllblätter sind mit 5 bis 7 mm etwas breiter. Eine Lippe ist kaum differenziert. Die Blütenhüllblätter der Neuwiedia zollingeri var. javanica sind mit 20 mm etwas länger. Der Fruchtknoten ist 4 bis 6 mm lang. Die Säule besteht aus drei Staubfäden und dem Griffel, die auf einer Länge von 4 bis 8 mm am Grund miteinander verwachsen sind. Der freie Teil der beiden seitlichen Staubfäden misst 2 mm, des mittleren Staubfadens 2,5 bis 4 mm. Der freie Teil der Staubfäden ist im Querschnitt abgeflacht. Die Staubbeutel sind lanzettlich bis linealisch, bei der Varietät Neuwiedia zollingeri var. zollingeri sind sie bis 4,5 mm lang, bei var. javanica bis 7,5 mm. Der freie Teil des Griffels misst 3 bis 5 mm, bei Neuwiedia zollingeri var. javanica bis 6 mm.
Die Frucht ist eine weiße, beerenartig fleischige, bei Reife aber wahrscheinlich aufspringende Kapselfrucht. Sie ist rundlich und misst 6 bis 9 mm im Durchmesser, die Länge beträgt 8 bis 10 mm zuzüglich einer 2 bis 3 mm langen aufgesetzten Spitze. Die Samen sind rundlich mit einem Durchmesser von 0,25 bis 0,35 mm und zwei winzigen Anhängseln. Meist entwickeln sich alle Blüten rasch zu Früchten, so dass im unteren Teil des Blütenstands Früchte, an der Spitze noch Knospen und Blüten zu sehen sind.

## Vorkommen
Neuwiedia zollingeri ist im tropischen Südostasien verbreitet. Dabei ist die Varietät Neuwiedia zollingeri var. zollingeri auf die Inseln Java und Sumatra beschränkt, die Varietät Neuwiedia zollingeri var. javanica besiedelt neben den Inseln Java, Sumatra, Borneo und Bali auch das südliche Vietnam. Es werden Höhenlagen von 450 bis 1300 Meter besiedelt. Die Standorte liegen in Wäldern und an Bachläufen, wobei sowohl feuchte als auch sehr trockene Plätze als Standorte vorkommen.

## Systematik und botanische Geschichte
Neuwiedia zollingeri wurde 1857 von Heinrich Gustav Reichenbach erstmals in Bonplandia. Zeitschrift für die gesammte Botanik Band 5 Seite 58 beschrieben. Neuwiedia javanica wurde 1914 von Johannes Jacobus Smith als eigenständige Art in Bulletin du Jardin Botanique de Buitenzorg Serie 2, Band 14 Seite 5 beschrieben. Sie wurde 1969 von de Vogel in den Rang einer Varietät Neuwiedia zollingeri var. javanica (J.J.Sm.) de Vogel von Neuwiedia zollingeri eingestuft. De Vogel nennt als weitere Varietät Neuwiedia zollingeri var. singapureana (Wall. ex Baker) de Vogel, die von anderen Autoren im Rang einer Art geführt wird. Eine weitere Varietät ist Neuwiedia zollingeri var. annamensis (Gagnep.) Aver. Sie kommt im südlichen Vietnam vor.